# Аннабергит
Аннабергит (англ. annabergite, nickel bloom, нем. Annabergit m) — минерал класса арсенатов, водный арсенат никеля слоистого строения. Состоит из арсената никеля(II) с примесями; формула: Ni3[AsO4]2•8H2O. Открыт в 1852 году; тогда же получил название по имени одного из типовых местонахождений (Аннаберг-Буххольц).

## Характеристика
Содержит: NiO — 37,46 %; As2O5 — 38,44 %; H2О — 24,1 %. Примеси: Са, Mg, Fe, Zn, Со. Сингония — моноклинная. Плотность — 3,050±0,050 г/см3. Твёрдость — 2,5—3. Кристаллы волокнистые, призматические, пластинчастые. Цвет — яблочно-, бледно- или грязно-зелёный, кроме того, зеленовато-белый, белый или серый, примесь кобальта придаёт розовый цвет. Блеск — стеклянный или другой.
Обнаружение аннабергита указывает на наличие никелевой руды. В значительных количествах его находят в месторождениях никелевых арсенидов Аннаберг и Шнеберг (Саксония, Германия).

## Виды
- аннабергит кальцистый (содержит до 10 % СаО);
- аннабергит кобальтистый (содержит более 12 % СоО);
- аннабергит магниистый (содержит 6,5 % MgO);
- аннабергит цинковистый (содержит до 9 % ZnO)[4].